# Oswald Miller
Oswald Miller (* 1892 in Łodz; † unbekannt) war ein polnischer Radrennfahrer und nationaler Meister im Radsport.

## Sportliche Laufbahn
Miller (auch Müller) war im Straßenradsport und im Bahnradsport aktiv. Er war Teilnehmer der Olympischen Sommerspiele 1924 in Paris. Im Einzelrennen wurde er 48., die polnische Mannschaft belegte mit Feliks Kostrzębski, Kazimierz Krzemiński, Wiktor Hoechsman und Oswald Miller den 14. Rang in der Mannschaftswertung. Er startete für den Verein Union Łodz.
1937 gewann er die nationale Meisterschaft im Mannschaftszeitfahren. Im Einzelrennen wurde er 1925 Dritter. Auf der Bahn wurde er 1922 Vize-Meister im Sprint hinter Franciszek Szymczyk. Miller wurde wie andere deutschstämmige Sportler aus Łódź während der deutschen Besetzung Bürger des Dritten Reiches. Er wurde zur Wehrmacht eingezogen.

## Berufliches
Beruflich war er nach seiner Karriere als Kraftfahrer tätig.